# 弱文脈依存言語
弱文脈依存文法（じゃくぶんみゃくいそんぶんぽう、Mildly Context-sensitive Grammars）とは、 Joshi (1985) の提案した自然言語の理論に必要であろう特徴を持った形式文法の概念で、そのような文法によって定義づけられる言語クラスが弱文脈依存言語 (Mildly Context-sensitive Languages) である。
チョムスキー階層における文脈依存言語の中でも文脈自由言語に一番近い部分にあたり、Indexed Languages (IL) ほどは生成力がない。Joshi の木接合文法 (TAG) の研究の中から生まれた概念だが、TAG以外にもこのクラスの言語を生成する文法が言語学および形式言語論において多数提案されている。また、形式言語・オートマトン論的な研究も進んでおり、Weir (1992) によって弱文脈依存言語の性質を持つ形式言語の階層 (Weir's Control Language Hierarchy) が対応するオートマトンと共に定義づけられている。

## 特徴
Joshi (1985) は以下の特徴を弱文脈依存文法を定義づけるものとしてあげている：
1. 弱文脈依存言語は文脈自由言語を正当に包含する。
2. 弱文脈依存の言語は多項式時間で認識可能である。
3. 弱文脈依存文法は特定の依存関係、入れ子状と限られた種類の交差、のみを捉える事が出来る。
4. 弱文脈依存の言語は定数的増加 (constant growth) 特性を持つ。

弱文脈依存言語の研究の背景には、自然言語が文脈自由言語の性質を多く持つにもかかわらず、その弱生成力が文脈自由文法を超えるケースがある事がある。上記の下３点はその文脈自由の持つ性質を若干拡張したものとも言える。

## 弱文脈依存な文法フレームワーク

### Control Language Hierarchy の Level 2 言語クラス
下記の４つの文法は同じ弱生成力を持つ事が証明されている (Joshi et al 1994)：
- 木接合文法 (TAG) – Aravind Joshi
- Combinatory Categorial Grammar (CCG) – Mark Steedman
- Head Grammars (HG) – Carl Pollard
- Linear Indexed Grammar (LIG) – Gerald Gazdar

これらの文法の生成力は Weir の Control Language Hierarchy の Level 2 言語クラスに対応する。なお CLH の Level 1 は文脈自由言語であり、この４つのフレームワークが共有する言語クラスは弱文脈依存文法の中でも生成力が一番弱い方にあたる。このクラスの言語は {\displaystyle \{a^{n}b^{n}c^{n}:n\geq 0\}} や {\displaystyle \{a^{n}b^{n}c^{n}d^{n}:n\geq 0\}} の文字列を生成する事が出来る。対応するオートマトンは Embedded Pushdown Automaton (EPDA) である。
この４つフレームワークのうち、特に木接合文法とCCGはこれらを用いてそれぞれまとまった言語学的研究がなされている。(, など)